# Братья из Гримсби
«Бра́тья из Гри́мсби» (англ. Grimsby) — американо-британский комедийный боевик режиссёра Луи Летерье. Сценарий написали Саша Барон Коэн, Фил Джонстон и Питер Бейнхэм. Главные роли исполнили Барон Коэн, Марк Стронг, Ребел Уилсон, Айла Фишер, Аннабель Уоллис, Пенелопа Крус и Иэн МакШейн.
Фильм был выпущен 24 февраля 2016 года в Великобритании и 11 марта в США компанией Sony Pictures Releasing. Он получил смешанные отзывы от критиков и стал кассовым провалом, так как его кассовые сборы не смогли окупить производственный бюджет.

## Сюжет
Себастьян Бутчер — специальный агент британского правительства, которому нет равных во всем мире. Старший брат — полная противоположность младшему. Он то и дело влипает в неприятности, у него много детей и друзей — футбольных фанатов. Агенту приходится скрыться, чтобы разработать план действий по спасению планеты. Сможет ли он выполнить сложнейшую миссию, когда рядом с ним находится родственник, приносящий одни сплошные проблемы?..

## В ролях
| Актёр            | Роль                                                                |
| ---------------- | ------------------------------------------------------------------- |
| Саша Барон Коэн  | футбольный хулиган Кайл Алан "Нобби" Бутчер старший брат Себастьяна |
| Марк Стронг      | агент MI-6 Себастьян Грейвс                                         |
| Айла Фишер       | Джоди Фиггс                                                         |
| Пенелопа Крус    | актриса Ронда Джордж                                                |
| Ребел Уилсон     | Доун Гробхэм жена Нобби                                             |
| Скотт Эдкинс     | киллер Павел Лукашенко                                              |
| Сэм Хэзелдайн    | Джереми Чилкотт                                                     |
| Габури Сидибе    | Бану сотрудница отеля в Африке                                      |
| Аннабелль Уоллис | Лина Смит жена биохимика                                            |
| Тэмсин Эгертон   | Карла Барнс                                                         |
| Дэвид Хэрвуд     | Гарет                                                               |
| Ник Борэйн       | учёный-биохимик Джорис Смит                                         |
| Иэн МакШэйн      | директор MI-6                                                       |
| Дональд Трамп    | самый знаменитый зритель на трибунах стадиона (камео)               |

## Производство и релиз
Съёмки фильма начались 4 июня в Эссексе.
13 февраля 2014 года «Братья из Гримсби» перешли от Paramount Pictures к Columbia Pictures и было объявлено, что фильм будет выпущен в США 31 июля 2015 года. Вскоре дату релиза сместили на 11 марта 2016.